# ぼくらのへんたい
『ぼくらのへんたい』はふみふみこによる日本の漫画作品。『COMICリュウ』（徳間書店）2012年5月号から2016年2月号まで連載。

## 概要
これまでは長くとも1巻完結で終わる作品のみだった著者の、単行本にナンバリングがついた初の長編作品。タイトルの「へんたい」は、変態性欲と変身と両方の意味を持つ。
それぞれ異なる事情のもとで女装している10代の少年たちの交流を中心に思春期の少年少女の心情を描く。著者は他作品においてもセクシャルマイノリティのキャラクターをよく登場させており、今作においても異性装の他、性同一性障害や同性愛の描写がある。

## キャッチコピー
- 男の娘×男の娘[1]
- 性別を超えた思春期ラブストーリー[2]
- それぞれの理由を抱えた女装男子たちの物語[3]

## あらすじ
オフ会に集ったハンドルネームまりかとパロウとユイの三人は、それぞれタイプの異なる美少女……のように見えるが実は女装した少年たちだった。女装コミュニティを介して知り合った3人であったが、好き好んで女装をするまりかとパロウとは違い、嫌々ながら仕方なく女装しているというユイは2人を「キモイ」と罵り去って行き、その日のオフ会は解散となった。
「女の子になりたいから」と女装するまりかこと青木裕太と、「好きになった男にそうするよう求められたから」と女装するパロウこと田村修はオフ会を通じて仲良くなったが、ユイはコミュニティを退会してしまい音信不通となった。ところが、裕太は入学した中学校でユイこと木島亮介と再会を果たすこととなった。
亮介は、姉の交通事故死をきっかけに精神を病んだ母のため家では女装して姉のふりをしているという。彼はオフ会で罵倒したことを2人に謝り、母が正気に戻るまでは女装を続けなければならないからと、女装に関する情報交換などのため3人で頻繁に集まるようになった。そうするうち、次第に3人の間では複雑に交差した恋愛感情が育まれていくのだった。

## 登場人物

### 主要人物
青木 裕太（あおき ゆうた） / まりか
女装の理由は『性自認の不一致』で、女性として男性を恋愛対象としている。普段の一人称は「僕」で女装時は「私」。
本格的な二次性徴を迎えておらず、中学校入学時点では周囲に一瞬戸惑われるほど少女に近い中性的な容姿。
幼少の頃より「本当の自分は女性である」と考え、女装時は「こちらが本来の姿で普段が男装している」と感じている。中学校で詰襟の学生服を着なければいけないことを厭っていた。将来は性別適合手術を受けたいと望んでいる。目が悪いが、「かわいくないから」とあまり眼鏡をかけないようにしている。
乙女チックなロマンチストで、母から借りて読んだ少女漫画に影響を受けた妄想芝居を1人でよく行なっている。田村修に性行為を迫られたことがきっかけで男性としての自慰行為を覚えるようになり、少女趣味の幻想に浸れなくなってきたことに苦悩するようになる。
日常生活では周囲から「オカマ」や「女男」等の中傷をあびることもあったが、比較的友人関係には恵まれている。
中学2年生になり声変わりをきっかけにカウンセリングを受けるようになり、女子生徒として通学することを学校側に許されセーラー服を身につけて登校するようになった。周囲からは戸惑いやからかいを向けられる一方で多くの理解者も得た。
学校では料理クラブに所属。
女装時の服装はあかねに借りているが、下着等は所持している様子。
髪の色はモノクロページでは白、カラーページでは緑がかった黄で表現される。
田村 修（たむら おさむ） / パロウ
女装の理由は『片思い相手の要望』で、男性として男性を恋愛対象としている。普段の一人称は「僕」で女装時は「私」。
口元の左側に特徴的な黒子がある。
青木裕太や木島亮介が通う中学とは別の、男子校に通っている。普段はごく普通のショートカットで、女装時にはロングヘアのウィッグをつけ、眼鏡を装着する。
本編開始より2年前に、同性で2学年先輩の渋谷龍彦に恋をし、文化祭の企画で女装をしている時に告白したところ「俺ホモじゃないから女の格好してるなら付き合ってもいいよ」との許諾を受けたことが女装習慣の始まりとなっている。高校進学後に不登校になり荒れて暴力的になった渋谷を内心では見下すようになったが、女装しての爛れた性関係をやめられずにいる。
渋谷との性交で初めてエクスタシーを感じた瞬間に「眼鏡をかけたニンフォマニアの女」の幻覚を見たので、その女は自分の前世の姿だという設定をつくり、その設定に基づいた電波系な言動を度々発するが、心から信じているわけでもなく、性に溺れる自分への言い訳にしている。
親切なお姉さん然とした指導態度の一方で、親しくするうちに彼らに対し「犯されることばかり考えて」しまい、自分を汚い人間だと思い悩んでいる。
長い間記憶の奥底に閉じ込めて忘れてしまっていたが、幼少期に親戚の男性に性暴行を受けた経験があり、そのことが性行為への依存の根本的な原因であった。
女装時の服装はインターネットで入手。化粧の心得もある。
髪の色はモノクロページでは黒、カラーページでは青で表現される。
木島 亮介（きじま りょうすけ） / ユイ
女装の理由は『姉の身代わり』で、男性として女性を恋愛対象としている。普段の一人称は「俺」で女装時は「うち」。
普段はワイルドな印象の長めの髪をしており、女装時にはロングのツインテールのウィッグをつける。
裕太と同じ中学校で、1学年年上。
不良というわけでもないがやや荒っぽい性格で、カッとするとすぐに手が出る。男友達と遊んだり、小学3年生の時からの幼馴染の蜂谷美紀と男女交際したりと、学校ではごく普通の男子生徒として日々を送っている。
姉が交通事故で亡くなったことにより母が精神を病み、そのために家では女装をして姉のフリをしている。自分に振り向かない母と、それを持て余して家に帰らない父との間で、誰にもできない悩みを抱えて苦悩している。一人称などの振る舞いや髪型などは生前の唯の真似をしたものとなっている。唯の格好をしている時は、幻覚なのかオカルトの類なのか、唯の亡霊を見聞きしてしまう。
家庭の事情で仕方なく女装している自分とは違い、好きで女装しているという裕太と修を初めは気味悪がっていたが、次第に受け入れていく。外見だけでなく心まで女性らしい裕太を少しずつ異性として意識していく。
女装時の服装は姉の遺品のため、成長に伴いサイズが合わなくなることを懸念している。
髪の色はモノクロページではスクリーントーン、カラーページではオレンジで表現される。
夏目智（なつめ さとし）
女装の理由は『可愛いから』で、男性として両性を恋愛対象としている。
第9話より登場。裕太や亮介と同じ中学。通称・トモち。苦悩しながら女装をする3人とは異なり、女装に対して肯定的。母子家庭で姉が三人という女だらけの家庭で育ったせいかあまり性の垣根を意識せず、自由気ままに女装して学校へ通っていた。体格が男性らしくなってきたことから、また、裕太を女性として扱い恋をし男性として相手を務めたいと願ったことから、やがて女装しての通学はやめた。
裕太を追いかける形で料理クラブに所属しており、あかねとは口喧嘩も多いが仲は悪く無い。

### 主要人物の関係者
後藤 あかね（ごとう あかね）
青木裕太とは家が集合住宅の隣同士で幼馴染であり、同じ中学校に通っている。気が強く多弁で、裕太が女性的な言動から中傷の対象になるたびにいつもかばってあげていた。裕太の心身の性の不一致についても知らされており、ごく自然に受け入れ姉妹のように接し、私服を貸してあげている。恋愛事にあまり興味がなく、同級生らに裕太と付き合っているのだと噂を立てられるたびに不快に思っていたが、裕太を介して知り合った田村修に心惹かれるようになっていく。
学校では料理クラブに所属し、2年生になってからは部長を務める。
渋谷 龍彦
高校生で不登校中の少年。眼鏡をかけている。
中学3年生の時に、同性で後輩の田村修から告白され性関係を結ぶようになる。真性の同性愛者というわけではなく、男性としての修を意識したくないからと女装させた上で性行為に及び、女物の服をできるだけ脱がさないようにし、顔もわかりにくいようにと自分の眼鏡をかけさせていた。
修と関係を持った時期よりも前に、他校の女子生徒を妊娠させてしまったことがあり、表立った騒ぎにこそならなかったがその事件が尾を引き高校受験を失敗。レベルの低い学校に進学後に不登校となり、引きこもって怠惰な生活を送るようになった。自宅に通ってくる修に対し暴力的に振舞い、快楽を貪る毎日を送っている。母親に2人の関係は気づかれているが、投げやりに生きており気にもしていない。
蜂谷 美紀（はちや みき）
木島亮介と同じクラスの少女で、小学3年生の時からの幼馴染。
少々乱暴で口が悪いところもあるが、明るく活発な美少女で胸も大きいと男子生徒からの評判がいい。以前から、口では攻撃的なことを言いつつも亮介への恋心が露骨に態度に出ており、中学2年生になってから亮介と男女交際を始めた。亮介の抱える女装などの事情は知らされず、隠しごとによる距離感の開きに寂しさを感じている。
木島 唯（きじま ゆい）
交通事故死した木島亮介の姉。ロングヘアのツインテールが特徴で、一人称は「うち」。
ファッション雑誌でモデルを務める美少女。亮介とは容姿が似ているが、唯ばかりが母から溺愛され姉弟で差をつけて育てられた。死後、精神を病んだ母のために亮介が唯を真似て女装するたび、亮介の前に亡霊のようにして姿を現し亮介を嘲笑うが、本当に亡霊なのか亮介の幻覚なのかは不明。
浅川舞（あさかわ まい）
第14話より登場。裕太・あかねより1学年後輩で、2人と同じ料理クラブ所属の女子生徒。黒髪でポニーテール。成績優秀で入学式では新入生代表を務めた。
父の浮気による離婚や、母が別の男と再婚を考えていることなどから、他人にふりまわされるだけだと恋愛を嫌い、男性嫌悪に陥っていた。しかし裕太にだけは初対面から嫌な気分を抱かず、相談に乗ってもらううちに彼に恋をするようになった。裕太が女子生徒として振る舞うようになってからもその思いは変わらず、少々自分の行く先を案じている。

## 書誌情報
- ふみふみこ 『ぼくらのへんたい』 徳間書店 〈リュウコミックス〉、全10巻
  1. 2012年8月10日発売 ISBN 978-4-19-950301-6
  2. 2013年1月12日発売 ISBN 978-4-19-950320-7
  3. 2013年6月13日発売 ISBN 978-4-19-950343-6
  4. 2013年12月13日発売 ISBN 978-4-19-950367-2
  5. 2014年2月13日発売 ISBN 978-4-19-950382-5
  6. 2014年8月12日発売 ISBN 978-4-19-950408-2
  7. 2015年2月13日発売 ISBN 978-4-19-950439-6
  8. 2015年7月13日発売 ISBN 978-4-19-950460-0
  9. 2015年11月13日発売 ISBN 978-4-19-950480-8
  10. 2016年3月12日発売 ISBN 978-4-19-950500-3